# مطار بسكرة - محمد خيضر
مطار بسكرة الدولي (بالإنجليزية: Biskra International Airport) أو مطار محمد خيضر الدولي (بالإنجليزية: Mohamed Khider International Airport) رمز هذه المحطة الجوية : (إياتا: BSK، إيكاو: DAUB) يقع في مدينة بسكرة، مركز ولاية بسكرة، الجزائرية، وهو مطار مدني دولي وداخلي، بالإضافة إلى أنه محطة جوية، لشحن، ونقل البضائع، ويعتبر هذا المطار من أهم المحطات الجوية في الجزائر، نظراً لتواجده في مكان هام وإستراتيجي .

## الحركة الجوية
الخطوط العاملة بمطار بسكرة الدولي
- الخطوط الجوية الجزائرية هي أكبر شركة طيران في مطار بسكرة الدولي، بإسطول يتكون من طائرات إيرباص وبوينغ، وتقدم خدماتها المنتظمة للكثير من المطارات الواقعة في التراب الجزائري والقارة الأوروبية خصوصا فرنسا، غرب أفريقيا، ومناطق الشرق الأوسط، وكندا، والصين.
- الجوية الجزائرية للشحن هي شركة تابعة للخطوط الجوية الجزائرية، تقدم خدماتها للشحن بين الجزائر نحو القارة الأوروبية والشرق الأوسط.
- طيران الطاسيلي هي ثاني أكبر شركة طيران عاملة في مطار بسكرة الدولي، بإسطول كبير من طائرات وبعض المروحيات، وتقدم خدماتها المنتظمة للرحلات الداخلية ورحلات دولية نحو روما الإيطالية وغرونوبل وسانت إتيان الفرنسيتين.

كما تقدم الكثير من شركات الطيران العالمية، خدماتها لـمطار بسكرة الدولي .

## خطوط وشركات الطيران

### شركات الطيران والوجهات
| شركـات طيـران           | الوجهات |
| ----------------------- | --- |
| إيغل أزور               | بازل - ميلوز , ليون، مارسيليا , باريس أورلي , بوردو , ليل , باريس-شارل دو غول , باريس-أورلي , تولوز.                                                                   |
| الخطوط الجوية الجزائرية | الجزائر , أدرار , تلمسان , الجلفة , عنابة , حاسي مسعود , سكيكدة , ورقلة , الوادي , قسنطينة، الطاهير , تبسة، بوسعادة , سطيف , ليون , تونس , القاهرة.                    |
| طيران الطاسيلي          | الجزائر، أدرار، عنابة، الوادي، غرداية، حاسي مسعود , ورقلة , تيارت , تلمسان، تمنراست , أدرار , بسكرة , ستراسبورغ , أورلي , باريس , ليون , مرسيليا , تولوز , بوردو , نيس |
| الخطوط الجوية الفرنسية  | مارسيليا، باريس-شارل دو غول |
| الخطوط التونسية         | تونس |
| مصر للطيران             | القاهرة |
| الخطوط الجوية المتوسطية | باريس |
| الملكية الأردنية        | عمَان-الملكة علياء |

### الشحن الجوي
| الخطوط الجوية           | الاتجاه                                                                                            |
| ----------------------- | -------------------------------------------------------------------------------------------------- |
| الخطوط الجوية الجزائرية | مارسيليا، باريس-شارل دو غول، تونس.ستراسبورغ، أورلي، ليون، مرسيليا، تولوز، بوردو، نيس، بازل - ميلوز |
| طيران الطاسيلي          | مارسيليا , ستراسبورغ، أورلي، ليون، مرسيليا، تولوز، بوردو، نيس، باريس-شارل دو غول                   |
| إيغل أزور               | بازل - ميلوز، ليون، مارسيليا، باريس أورلي                                                          |
| الخطوط الجوية الفرنسية  | مارسيليا، باريس-شارل دو غول                                                                        |

## وصلات خارجية
- موقع وزارة النقل الجزائرية نسخة محفوظة 8 يناير 2018 على موقع واي باك مشين.
- موقع الشركة المشرفة على إدارة المطار
- حالة الطقس في مطار بسكرة - محمد خيضر.